# Паликар
Паликар, паликари (на гръцки: Παλικάρι), са волнонаемна и нередовна войска по време на събитията, свързани с т.нар. Гръцка война за независимост. В литературата са останали и с наименованието/наименованията - паликаре/паликарета (на гръцки: Παλληκάρι). На простонароден гръцки език думата паликари означава момче, юноша, младеж, красив и силен млад мъж. 
Паликарите се отличават с типичното си облекло, включващо фустанела, и са въоръжени с два пистолета и дълга кама. 
Паликарите са по правило морски (клефти от Архипелага) и земни (арматоли от Румелия). Между двете фракции възниква конфликт по време на първата Гръцка гражданска война. Първите са предвождани от Теодор Колокотрони, а начело на вторите е Йоанис Колетис.